# باشينز
باشينز (بالإنجليزية: Passions)‏ هو مسلسل دراما تم إنتاجه في الولايات المتحدة وبدأ عرضه في عام 1999. يتألف المسلسل من 9 مواسم وبلغ عدد حلقاته 2331 حلقة، وتبلغ مدة الحلقة الواحدة 60 دقيقة. تم بث المسلسل لأول مرة بتاريخ 5 يوليو 1999 بينما تم بث آخر حلقة منه بتاريخ 7 سبتمبر 2007 بعد أن استمر لقرابة 8 سنوات. من بطولة راين ماكبارتلن، كيلي ماكارتي، جيسي متكالف، ناتالي زي وجستن هارتلي.

## وصلات خارجية
- الموقع الرسمي
- باشينز على موقع IMDb (الإنجليزية)
- باشينز على موقع ميتاكريتيك (الإنجليزية)
- باشينز على موقع كينوبويسك (الروسية)
- باشينز على موقع ألو سيني (الفرنسية)
- باشينز على موقع قاعدة بيانات الفيلم (الإنجليزية)